# Giuseppe Favale

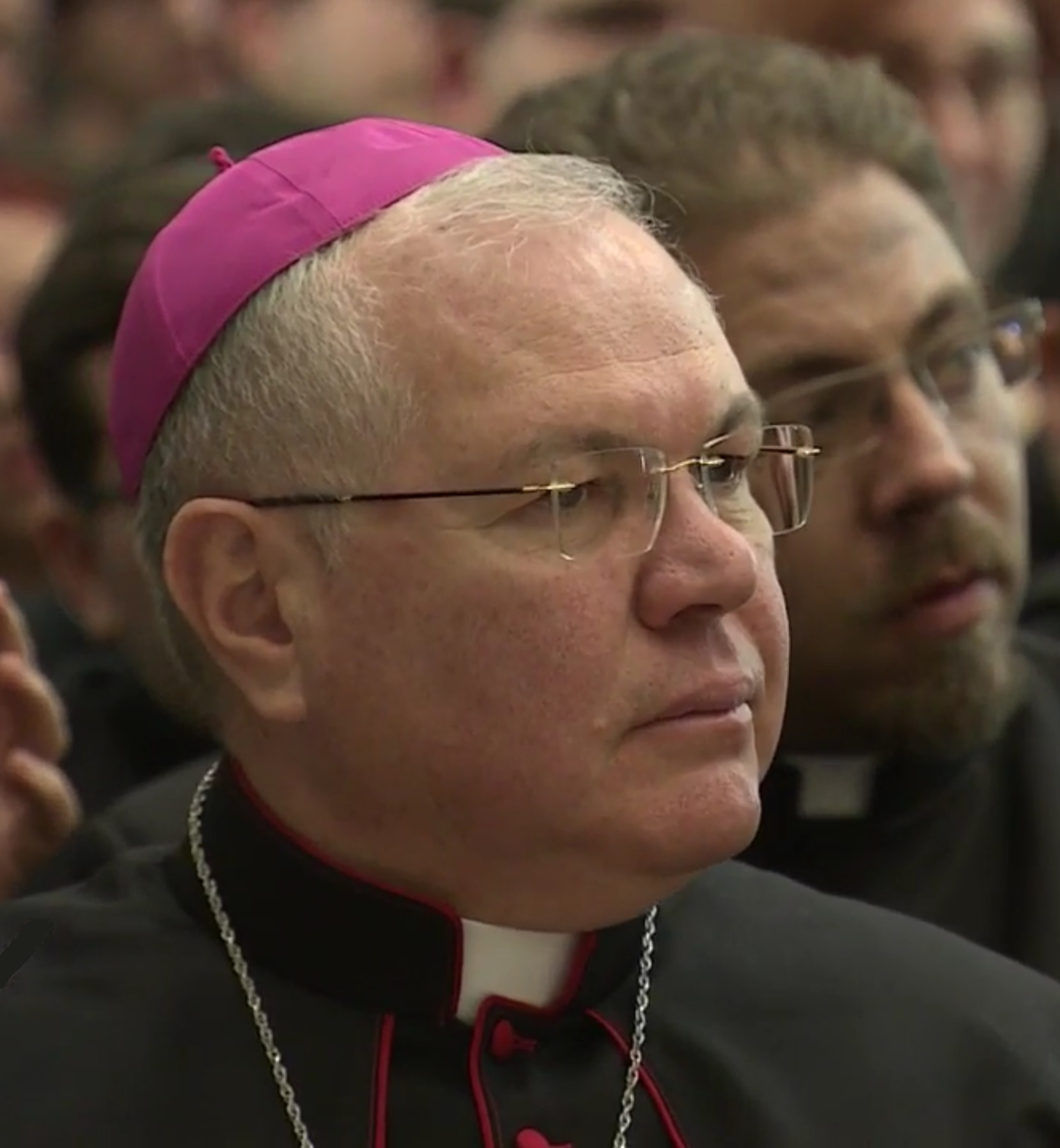
Giuseppe Favale (2016)

Bischofswappen von Giuseppe Favale

Giuseppe Favale (* 29. Februar 1960 in Palagiano, Italien) ist ein italienischer Geistlicher und römisch-katholischer Bischof von Conversano-Monopoli.

## Leben
Giuseppe Favale studierte Philosophie und Theologie am Regionalseminar von Molfetta und empfing am 5. Juni 1985 das Sakrament der Priesterweihe für das Bistum Castellaneta. Er studierte anschließend Kirchen- und Zivilrecht an der Päpstlichen Lateranuniversität.
Es war von 1983 bis 2000 bischöflicher Zeremoniar und von 1989 bis 1997 zugleich Kanzler der Diözesankurie. Von 1988 bis 2003 war er Kaplan und anschließend bis 2011 Pfarrer der Kathedrale. Von 1997 bis 2011 war er Generalvikar des Bistums Castellaneta und von 2004 bis 2010 zusätzlich dessen Offizial. 2011 wurde er Spiritual am Regionalseminar von Molfetta und Delegierter für den jungen Klerus der Diözese Castellaneta. Während der Sedisvakanz im Jahr 2013 war er Diözesanadministrator. Bereits 2009 verlieh ihm Papst Benedikt XVI. den Ehrentitel Päpstlicher Ehrenprälat.
Am 5. Februar 2016 ernannte ihn Papst Franziskus zum Bischof von Conversano-Monopoli. Die Bischofsweihe spendete ihm der Bischof von Castellaneta, Claudio Maniago, am 9. April desselben Jahres. Mitkonsekratoren waren sein Amtsvorgänger Domenico Padovano und der Erzbischof von Bari-Bitonto, Francesco Cacucci. Die Amtseinführung im Bistum Conversano-Monopoli fand am 30. April 2016 statt.